# Exit Planet Dust
Exit Planet Dust — дебютний студійний альбом британського музичного гурту The Chemical Brothers. Виданий 26 червня 1995 року у Великій Британії та 15 серпня того ж року у США на лейблах Junior Boys Own та Freestyle Dust. Саме починаючи з цієї платівки гурт змінив назву з The Dust Brothers на The Chemical Brothers. 1 січня 1996 року згідно з даними Британської асоціації виробників фонограм диск отримав платиновий статус. У 2004 році альбом був перевиданий у вигляді бокс-сету 2CD Originals разом з альбомом 1997 року Dig Your Own Hole.

## Сингли
До альбому входило 4 сингли: 
- Song to the Siren – сингл, який був виданий власними силами 1 жовтня 1992 року за три року до виходу альбому.
- EP гурту The Fourteenth Century Sky був виданий 1 січня 1994 року до якого увійшли треки Chemical Beats та One Too Many Mornings, які згодом з’явились на альбомі Exit Planet Dust. Інший EP, My Mercury Mouth, був представлений у цей же день, проте жоден з треків з нього не увійшов до дебютного альбому.
- Трек Leave Home був першим офіційним синглом с альбому, який був виданий 5 червня 1995 року на досяг 17 позиції у чартах Великої Британії.
- Сингл Life Is Sweet був виданий 29 серпня 1995 року та досяг 25 місця у Великій Британії.

## Список треків
Слова та музика, The Chemical Brothers.
| Exit Planet Dust | Exit Planet Dust                          | Exit Planet Dust |
| #                | Назва                                     | Тривалість       |
| ---------------- | ----------------------------------------- | ---------------- |
| 1.               | «Leave Home»                              | 5:32             |
| 2.               | «In Dust We Trust»                        | 5:17             |
| 3.               | «Song to the Siren»                       | 3:16             |
| 4.               | «Three Little Birdies Down Beats»         | 5:38             |
| 5.               | «Fuck Up Beats»                           | 1:25             |
| 6.               | «Chemical Beats»                          | 4:50             |
| 7.               | «Chico's Groove»                          | 4:48             |
| 8.               | «One Too Many Mornings»                   | 4:13             |
| 9.               | «Life Is Sweet» (разом з Тімом Бургессом) | 6:33             |
| 10.              | «Playground for a Wedgeless Firm»         | 2:31             |
| 11.              | «Alive Alone» (разом з Бет Ортон)         | 5:16             |
| 49:19            |                                           |                  |

- На початку пісні Leave Home звучить короткий уривок з пісні Kraftwerk Ohm Sweet Ohm з альбому Radio-Activity.
- Пісня In Dust We Trust містить кілька коротких семплів пісні The Maestro з альбому Check Your Head" гурту Beastie Boys

## Сертифікації
| Регіон                                                      | Сертифікація | Продажі   |
| ----------------------------------------------------------- | ------------ | --------- |
| Австралія (ARIA)                                            | Золотий      | 35 000    |
| Велика Британія (BPI)                                       | Платиновий   | 314,000   |
| США                                                         | —            | 750,000   |
| Підсумки                                                    |              |           |
| Worldwide                                                   | —            | 1,000,000 |
| продажі+прослуховування, що базуються лише на сертифікаціях |              |           |